# SAirGroup
SAirGroup (rebaptisée Le Groupe Swissair en avril 2001) était une holding suisse qui faisait partie de l’indice SMI avant d'être dissoute en 2002 après la faillite de Swissair. SAirGroup était la société-mère d’une entreprise de crédit-bail d’aéronefs (Flightlease AG) et des quatre sociétés de portefeuille suivantes : SAirLines, SAirServices, SAirLogistics et SAirRelations.

## Composition

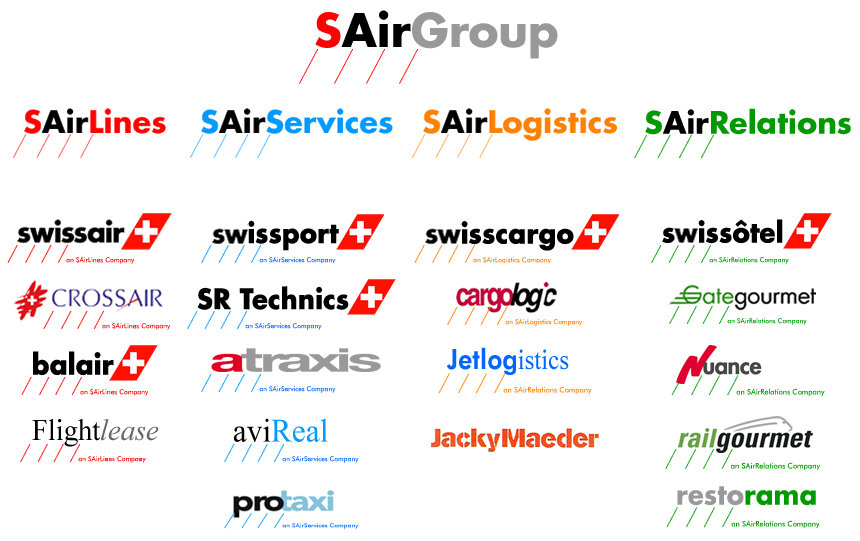
Logos des sociétés de SAirGroup

Créée sous la forme d’un konzern, cette entreprise regroupait des sociétés dans différents domaines. 

### SAirLines
Le transport aérien, SAirLines, était le plus important de ces domaines avec Swissair, Crossair, Balair, Flightlease (société de leasing des avions de Swissair et d'autres membres du Qualiflyer (en) Group comme Sabena) et Sabena (49,5 % du capital acquit en 1995). Qualiflyer Group intégrait Swissair, Crossair et Sabena alors que Belair était uniquement membre du programme de fidélisation (Frequent-flyer program) du groupe.

### SAirServices
SAirServices comprenait une société d’assistance au sol (Swissport), d’entretien des avions (Sr Technics), d’informatique (Atraxis), d’immobilier (AviReal), une société de taxi à l'aéroport de Zurich (ProTaxi) et une société de blanchisserie pour le groupe (ProHotel, ProHotel Wäscherei AG fondé par Swissair, Swissôtel, Hotel Atlantis and Hotel International en 1970).

### SAirLogistics
SAirLogistics comprenait la société d’assistance au sol pour le cargo Swisscargo qui intègre en son sein Cargologic (Swissair Handling & Distribution AG) et JetLogistics en 1999. Jacky Maeder était une société de fret vendu par le groupe à Panalpina en 1999.

### SAirRelations
Le groupe SAirRelations comprenait la société d’hôtellerie Swissôtel, (Swissôtel Hotels & Resorts) présent alors à Atlanta, Boston (The Lafayette Hotel), Chicago, New York (The Drake Hotel (en)), Toronto (International Airport), Washington, Lima, Quito, Amsterdam (Ascot Hotel), Bâle (Hôtel Le Plaza), Bruxelles, Düsseldorf/Neuss (Rheinpark Congress Centrum), Genève (Hotel Président), Londres, Montreux (Montreux Palace), Zurich (Hotel International), Bangkok, Dalian, Pékin (Hong Kong Macau Center), Séoul, Le Caire et Istanbul (The Bosphorus). Il comprenait également des sociétés de catering, Gate Gourmet et Railgourmet (Suisse, Espagne, Royaume-Uni, Belgique et Scandinavie), de vente en duty-free (Nuance) et de restauration, Restorama AG (restauration du personnel et service de catering en Suisse, en Allemagne et en Autriche) et Gourmetnova (restaurants dans des aéroports et des gares au Royaume-Uni et en Finlande).